# Грб Социјалистичке Републике Словеније
Грб Социјалистичке Републике Словеније био је један од симбола суверенитета Народне Републике Словеније, Социјалистичке Републике Словеније и Републике Словеније. Установљен је доношењем првог послератног Устава Словеније 17. јануара 1947. године, а смењен је 24. јуна 1991. године усвајањем новог грба Словеније. Аутор грба СР Словеније био је сликар Бранко Симчић.

## Историјат
Грб Социјалистичке Републике Словеније усвојен је 17. јануара 1947. године када је Уставотворна скупштина Народне Републике Словеније донела први Устав НР Словеније. Члан 3. овог Устава дефинисао је изглед државног грба. У каснијим Уставима Словеније из 1963. и 1974. године изглед грба није био мењан, изузев што је доношењем новог Устава, 9. априла 1963. године, промењен службени назив грба, јер је избрисан придев „државни”. 
Месец дана пре одржавања првих вишестраначких избора, Скупштина СР Словеније је 8. марта 1990. године изгласала амандмане на Устав СР Словније, којима је из назива ове републике избрисан придев „социјалистичка“. Словенија је тада била прва југословенска република која је из свог назива избацила реч „социјалистичка“, али је задржала старе симболе — грб и заставу с петокраком. Измена државних симбола Републике Словеније, није се догодила ни доношењем новог Устава, 23. децембра 1990. године, већ читавих пола године касније — 24. јуна 1991. године када је Скупштина Словеније, свега дан пре проглашења независности од СФРЈ, усвојила нове симболе Словеније, међу којима и грб Словеније.

## Изглед грба
Грб Социјалистичке Републике Словеније, као и остали грбови југословенских социјалистичких република, настали након Другог светског рата, настао је по узору на грб Совјетског Савеза и грбове совјетских социјалистичких република. Аутор грба био је сликар Бранко Симчић, а централни симбол је био Триглав, који се налазио и на застави Ослободилачког фронта Словније, током рата. Ово је био први званични грб Словеније у њеној историји, јер пре тога није имала свој грб. 
Грб је био сачињен од житног класја са неколико листова липе, планине Триглав, три таласасте линије као мотива Јадранског мора, као и црвене петокраке звезде на врху. Житно класје је симболизовало пољопривреднике, липа је била стари симбол Словенаца, док је црвена петокрака симболизовала комунизам и социјалистичко уређење.
У члану 8. Устава Социјалистичке Републике Словеније, проглашеном у Скупштини СР Словеније 28. фебруара 1974. године, дат је следећи опис грба СР Словеније:
| „ | Грб Социјалистичке Републике Словеније је поље, окружено житним класјем. Класје је испод повезано с траком и преплетено с листовима липе. Међу врховима класја је петокрака звезда. у доњем делу поља, на дну су три таласасте линије, које представљају море. Изнад њих расту три купе, које представљају Триглав; средња купа је већа, а остале две су једнаке. | ” |

У оригиналном облику, на словеначком језику:
| „ | . | ” |

Усвајањем новог грба Републике Словеније, 1991. године, задражан је основи мотив овог грба — Триглав, док су три таласасте линије које су симболизовале море, замењене с две вијугаве линије које симболишу реке и море. Остали симболи — пшеница, липа и петокрака звезда су избачени.